# غاري بيلشر
غاري بيلشر (بالإنجليزية: Gary Belcher)‏ هو لاعب دوري الرغبي أسترالي، ولد في 28 مايو 1962 في كوينزلاند في أستراليا.